# Кирил V Константинополски
Кирил V Каракалос (на гръцки: Κύριλλος Ε΄ Καράκαλλος, Кирилос Каракалос) е православен духовник, вселенски патриарх в Цариград от 1748 до 1751 и от 1752 до 1757 година. Кирил е противоречива фигура, често обвиняван заради своите идеи за кръщението - в 1755 г. той публикува Орос, каноничен документ, който забранява практиката да се приемат в православието християни само с миропомазване и постулиращ, че всички неправославни (включително римокатолически) кръщения не са валидни и всички трябва да се кръстят отново.

## Биография
Роден е в пелопонеската паланка Димицана, тогава част от Венецианската република. Според Мануил Гедеон (Πατριαρχικοί Πίνακες, 1890) - в Навплио, като учи в Димицана. Заминава за Пелопонес, където е заловен от османците по време на Турско-венецианската война (1714-1718) и отведен в Цариград. След освобождението си, заминава за Патмос, където става монах и продължава да учи, но е изключен от училището за лошо поведение преди да завърши.
В 1737 година става митрополит на Мелнишка епархия, а на 22 януари 1745 година оглавява Никомидийска епархия. На 28 септември 1748 г. е избран за константинополски патриарх на мястото на Паисий II, макар и преди няколко дни да се е заклел на Паисий, че няма да го измества.}
Като патриарх Кирил има три приоритета – възстановяване на патриаршеските финанси, борбата срещу позициите на Римокатолическата църква и обучението на монасите. Кирил увеличава таксите на митрополитите и облекчава малките енории – това действие е доста успешно, но го прави непопулярен сред епископите. Той подкрепя нуждата от повторно кръщение и особено на жените, защото смята арменските и римокатолическите кръщения за невалидни. Тези му позиции също пораждат недоволство сред митрополитите, които го свалят през май 1751 година и връщат на негово място Паисий II. Кирил се оттегля на остров Халки.
Кирил обаче е подкрепян от голяма част от населението и заради регулациите на данъците и заради опозицията на Римокатолическата църква. Кирил е подпомогнат от един монах чудотворец Авксентий, който държи антикатолически проповеди, които водят до бунтове, кулминирали в насилствено завземане на Патриаршията и залавяне на Паисий ІІ. Бунтовете са смазани, но османските власти срещу 45 000 пиастра свалят Паисий и връщат Кирил на 7 септември 1752 година.
В 1749 година Кирил създава Атонската академия и в 1753 година вика видният богослов и учен Евгениос Вулгарис да я управлява. Просвещенскитe идеи на Вулгарис обаче се сблъскват с представите на атонските монаси и Вулгарис е принуден да подаде оставка в 1758 г.}
Опозицията срещу Кирил е водена от митрополит Калиник Прилавски (Браилски). След като Кирил заповядва Калиник да бъде заточен в Синай, Калиник бяга във френското посолство в Цариград. От него Калиник получава голяма сума пари, които дава на султан Осман III и на 16 януари 1757 година Кирил е свален.
Кирил е заточен в Синай, а по-късно патриарх Серафим II Константинополски му позволява да се премести в скита „Света Анна“ на Света гора. В 1763 година Кирил се връща в Цариград в опит да си върне трона, но е насилствено върнат в „Света Ана“, където умира на 27 юли 1775 година.

## Оросът
Още от началото на управлението си Кирил се обявя против валидността на арменското и католическото кръщение и следователно и на другите тайнства на тези Църкви. Този възглед е известен като анабаптизъм (несвързан с протестантския анабаптизъм). Проблемът се корени в антикатолическата полемика, типична за XVIII век, вероятно подхранвана от страх от католически прозелитизъм. Основните ѝ представители са Евгениос Вулгрис, Евстратиос Агентис и монахът Авксентий.
Проблемът с валидността на кръщението се появява след Турско-венецианската война от 1714 – 1718 година, когато венециански Пелопонес (Морея) е завладян от Османската империя. Според милетската си система, османците поставят католиците под управлението константинополския патриарх, което води до многобройни приемания на православието. В 1752 година Кирил нарежда при всички случаи арменците и католиците, приемащи православието, да бъдат повторно кръщавани. На 28 април 1755 година се събира Светият Синод и формално гласува против позицията на Кирил, намирайки я за иновация, непредвиждана от древните канони и противоречаща на литургичната практика. Кирил изпраща в изгнание всички членове на Синода, които се обявяват против позицията му.
През юни 1755 Кирил изпраща циркулярно писмо, озаглавено „Анатема на тези, които приемат папските тайнства“, и няколко месеца по-късно издава формална заповед „Орос на Светата Вселенска Христова църква“, който изисква повторно кръщение при всички случаи. Оросът има поне седем издания и година по-късно е редактиран от Константинополския събор от 1756 г. с подписите на патриарсите Матей Александрийски и Парентий Йерусалимски.
Невалидността на неправославните кръщения не е свързана с „еретичните“ доктрини на другите църкви, а е единствено следствие от неизвършването на православните ритуали, тоест тройното пълно потапяне от православен свещеник или вярващ. Никоя друга православна църква освен гръцките, не приема ороса. Руската православна църква продължава да приема католически и лютерански кръщения. Оросът никога формално не е отменян, но в началото на XX век Църквата на Гърция оторизира различни форми на приемане на християнски конверти. Оросът и до днес се смята за валиден от някои консервативни православни кръгове.
Според учения Чарлз А. Фразии, оросът, а не събитията от 1054 година, е истинската Източно-западна схизма.